# Pronaos

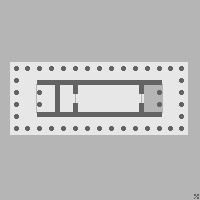
Pronaos eines Peripteros

Der Pronaos (altgriechisch ὁ πρόναος ho prónaos „vor dem Naos“) ist die Vorhalle bei griechischen Tempeln, durch die man in den eigentlichen Kultraum, den Naos, gelangte.
Diese Vorhalle wird gebildet durch die Vorder- oder Türwand des Naos, durch die über die Vorderwand hinaus verlängerten Seitenwände des Naos, die man Anten nennt, und durch meistens zwei Säulen, die auf der Vorderseite des Pronaos das Gebälk abstützten und einen offenen Zugang boten.
Der Pronaos konnte hierbei unterschiedlich gestaltet sein. Üblicherweise endete das über dem Pronaos verlaufende Gebälk an den Ecken, etwa am Zeustempel von Olympia, bei dem nur der Fries des Pronaosgebälkes figürlich dekorierte Metopen trug, während der Fries der Ringhalle schmucklos blieb. Am Tempel des Hephaistos in Athen setzte sich das Pronaosgebälk über die seitlichen Umgänge der Ringhalle fort, um an der Innenseite des Ringhallengebälks weitergeführt zu werden.
Am Parthenon in Athen war der Pronaos auf kurze Antenpfeiler reduziert, eine Säulenstellung zwischen den Anten wies dieser Tempel nicht auf. Stattdessen besaß er eine dem Pronaos auf ganzer Breite vorgesetzte Säulenstellung, eine Prostasis. Am Niketempel auf der Akropolis von Athen verzichtete man zugunsten einer prostylen Vorhalle ganz auf den Pronaos.
Ein gleichartiger Raum an der Rückseite des Tempels wird Opisthodom genannt.